# Generali Open Kitzbühel 2015
Generali Open Kitzbühel 2015 — тенісний турнір, що проходив на ґрунтових кортах у місті Кіцбюель, Австрія з 3 серпня. Належав до категорії ATP World Tour 250, був турніром серії Austrian Open Kitzbühel 2015 року.

## Фінальна частина

### Одиночний розряд
Філіпп Кольшрайбер —  Поль-Анрі Матьє 2–6, 6–2, 6–2

### Парний розряд
Ніколас Альмагро /  Карлос Берлок —  Робін Гаасе /  Генрі Контінен 5–7, 6–3, [11–9]